# Anonyme Funktion
Eine anonyme Funktion (auch Funktionsliteral, Lambda-Funktion oder Lambda-Ausdruck) ist eine Funktionsdefinition, die nicht an einen Bezeichner gebunden ist. Anonyme Funktionen werden häufig als Argumente an Funktionen höherer Ordnung übergeben oder zum Erstellen des Ergebnisses einer Funktion höherer Ordnung verwendet, die eine Funktion zurückgeben muss. Wenn eine Funktion nur an einer Stelle verwendet wird und einen begrenzten Umfang hat, kann eine anonyme Funktion syntaktisch einfacher sein als die Verwendung einer benannten Funktion. Anonyme Funktionen sind in funktionalen Programmiersprachen und anderen Sprachen mit First-Class-Funktionen allgegenwärtig, wo sie für den Funktionstyp dieselbe Rolle erfüllen wie Literale für andere Datentypen.
Anonyme Funktionen wurden ursprünglich von Alonzo Church mit seiner Erfindung des Lambda-Kalküls im Jahr 1936 geprägt, in dem alle Funktionen anonym sind. Anonyme Funktionen sind seit Lisp im Jahr 1958 ein Merkmal von Programmiersprachen, und eine wachsende Anzahl moderner Programmiersprachen unterstützt anonyme Funktionen.

## Benannte Funktionen
Im Gegensatz zu einer anonymen Funktion erhält eine benannte Funktionen bei ihrer Deklaration einen eindeutigen Bezeichner, unter dem sie anschließend angesprochen wird. Der Name der Funktion wird vom Compiler oder vom Laufzeitsystem dazu verwendet, mit Hilfe der Symboltabelle oder eines dynamischen Verfahrens die Funktionsdefinition zu identifizieren und dort hinterlegten Code auszuführen.
Beispiel in JavaScript
```
function
 
Bezeichner_meiner_Funktion
()
 
{

    
console
.
log
(
"Hallo, Welt!"
);

}

Bezeichner_meiner_Funktion
();

```

## Beispiele

### Common Lisp
Die folgende Funktion verdoppelt ihr Argument:
```
(
lambda
 
(
x
)
 
(
*
 
x
 
2
))

```

Um diese Funktion im selben Zug zu verwenden, kann die Funktion direkt auf ein Argument angewendet werden:
```
(
funcall
 
(
lambda
 
(
x
)
 
(
*
 
x
 
2
))
 
5
)

```

Der Wert dieses Ausdrucks ist 10.
Das nächste Beispiel definiert eine Funktion höherer Ordnung und nennt sie meinFilter. Das erste Argument dieser Funktion ist eine weitere Funktion. Im unteren Teil des Beispiels wird für dieses Argument der lambda-Ausdruck angegeben.
```
(
defun
 
meinFilter
 
(
eigenschaft
 
liste
)

    
(
cond
 
((
null
 
liste
)
 
nil
)

        
((
if
 
(
funcall
 
eigenschaft
 
(
car
 
liste
))

            
(
cons
 
(
car
 
liste
)
 
(
meinFilter
 
eigenschaft
 
(
cdr
 
liste
)))

            
(
meinFilter
 
eigenschaft
 
(
cdr
 
liste
))))))

(
print

  
(
meinFilter

    
(
lambda
 
(
wert
)
 
(
=
 
(
mod
 
wert
 
2
)
 
0
))

    
'
(
0
 
1
 
2
 
3
 
4
 
5
 
6
 
7
 
8
 
9
)))

```

Das Ergebnis der Berechnung ist 
```
 
(
0
 
2
 
4
 
6
 
8
)

```

### C++
Lambda-Ausdrücke bieten semantisch ähnliche Möglichkeiten wie das verwandte Konzept der Funktionszeiger. In C++ können anonyme Funktionen folgendermaßen definiert werden:
[capture]<template>(parameter) -> type { body }
- capture: Übertrag der angegebenen Symbole in den Gültigkeitsbereich des Lambda-Ausdrucks
- template: Liste der Templateparameter (ab C++20)
- parameter: Liste der Übergabeparameter
- type: Rückgabetyp
- body: Funktionsrumpf

```
#include
 
<functional>

#include
 
<iostream>

#include
 
<vector>

using
 
namespace
 
std
;

vector
<
int
>
 
meinFilter
(
function
<
bool
(
int
)
>
 
eigenschaft
,
 
const
 
vector
<
int
>
 
&
liste
)
 
{

    
auto
 
sieb
 
=
 
vector
<
int
>
();

    
sieb
.
reserve
(
liste
.
size
());

    
for
 
(
int
 
element
:
 
liste
)

        
if
 
(
eigenschaft
(
element
))

            
sieb
.
push_back
(
element
);

    
return
 
sieb
;

}

int
 
main
()
 
{

    
vector
<
int
>
 
liste
 
=
 
{
0
,
 
1
,
 
2
,
 
3
,
 
4
,
 
5
,
 
6
,
 
7
,
 
8
,
 
9
};

    
auto
 
sieb
 
=
 
meinFilter
([](
int
 
wert
)
 
{
 
return
 
wert
 
%
 
2
 
==
 
0
;
 
},
 
liste
);

        

    
for
 
(
int
 
element
:
 
sieb
)

        
cout
 
<<
 
element
 
<<
 
" "
;

    
return
 
0
;

}

```

### C#
```
using
 
System
;

using
 
System.Collections.Generic
;

delegate
 
bool
 
Funktion
(
int
 
wert
);

class
 
Programm
 
{

    
static
 
List
<
int
>
 
meinFilter
(
Funktion
 
eigenschaft
,
 
List
<
int
>
 
liste
)
 
{

        
var
 
sieb
 
=
 
new
 
List
<
int
>
();

        
sieb
.
Capacity
 
=
 
liste
.
Count
;

        
foreach
 
(
var
 
element
 
in
 
liste
)

            
if
 
(
eigenschaft
(
element
))

                
sieb
.
Add
(
element
);

        
return
 
sieb
;

    
}

    
public
 
static
 
void
 
Main
(
string
[]
 
args
)
 
{

        
var
 
liste
 
=
 
new
 
List
<
int
>
()
 
{
0
,
 
1
,
 
2
,
 
3
,
 
4
,
 
5
,
 
6
,
 
7
,
 
8
,
 
9
};

        
var
 
sieb
 
=
 
meinFilter
(
wert
 
=>
 
wert
 
%
 
2
 
==
 
0
,
 
liste
);

        
foreach
 
(
int
 
element
 
in
 
sieb
)

            
Console
.
Write
(
element
 
+
 
" "
);

    
}

}

```

### Haskell
```
meinFilter
 
eigenschaft
 
liste
 
=
 
[
element
 
|
 
element
 
<-
 
liste
,
 
eigenschaft
 
element
]

main
 
=
 
print
 
$
 
meinFilter
 
(
\
wert
 
->
 
mod
 
wert
 
2
 
==
 
0
)
 
[
0
..
9
]

```

### Java
In Java mussten für diesen Zweck früher anonyme innere Klassen verwendet werden. Ab Version 8 stehen sogenannte Lambda-Ausdrücke zur Verfügung.
```
import
 
java.util.ArrayList
;

import
 
java.util.Arrays
;

import
 
java.util.function.IntPredicate
;

import
 
java.util.List
;

class
 
Main
 
{

    
static
 
List
<
Integer
>
 
meinFilter
(
IntPredicate
 
eigenschaft
,
 
List
<
Integer
>
 
liste
)
 
{

        
var
 
sieb
 
=
 
new
 
ArrayList
<
Integer
>
();

        
for
 
(
Integer
 
element
:
 
liste
)

            
if
 
(
eigenschaft
.
test
(
element
))

                
sieb
.
add
(
element
);

        
return
 
sieb
;

    
}

    
public
 
static
 
void
 
main
(
String
[]
 
args
)
 
{

        
var
 
liste
 
=
 
Arrays
.
asList
(
0
,
 
1
,
 
2
,
 
3
,
 
4
,
 
5
,
 
6
,
 
7
,
 
8
,
 
9
);

        
var
 
sieb
 
=
 
meinFilter
(
wert
 
->
 
wert
 
%
 
2
 
==
 
0
,
 
liste
);

        
for
 
(
var
 
element
:
 
sieb
)

            
System
.
out
.
print
(
element
 
+
 
" "
);

    
}

}

```

### JavaScript
```
function
 
meinFilter
(
eigenschaft
,
 
liste
)
 
{

    
let
 
sieb
 
=
 
[];

    
for
 
(
let
 
element
 
of
 
liste
)

        
if
 
(
eigenschaft
(
element
))

            
sieb
.
push
(
element
);

    
return
 
sieb
;

}

let
 
liste
 
=
 
[
0
,
 
1
,
 
2
,
 
3
,
 
4
,
 
5
,
 
6
,
 
7
,
 
8
,
 
9
];

console
.
log
(
meinFilter
(
wert
 
=>
 
wert
 
%
 
2
 
==
 
0
,
 
liste
));

```

### Python
```
def
 
meinFilter
(
eigenschaft
,
 
liste
):

    
sieb
 
=
 
[]

    
for
 
element
 
in
 
liste
:

        
if
 
eigenschaft
(
element
):

            
sieb
.
append
(
element
)

    
return
 
sieb

liste
 
=
 
[
0
,
 
1
,
 
2
,
 
3
,
 
4
,
 
5
,
 
6
,
 
7
,
 
8
,
 
9
]

print
(
meinFilter
(
lambda
 
wert
:
 
wert
 
%
 
2
 
==
 
0
,
 
liste
))

```